# إيفري سور لو لاك (كيبك)
إيفري سور لو لاك (بالإنجليزية: Ivry-sur-le-Lac, Quebec)‏ هي بلدية محلية في كيبيك تقع في كندا في Les Laurentides Regional County Municipality. يقدر عدد سكانها بـ 425 نسمة ومساحتها 34.70 كم2 .